# Harrowgate Hill
Harrowgate Hill är en stadsdel i Darlington, i kommunen Borough of Darlington, i grevskapet Durham, i England. Stadsdelen hade 6 470 invånare år 2021. Harrowgate Hill var en civil parish 1894–1907 när blev den en del av Darlington. Civil parish hade 2 316 invånare år 1901.